# Jürg Bruggmann
Jürg Bruggmann (* 1. Oktober 1960 in Sulgen) ist ein ehemaliger Schweizer Radrennfahrer.

## Sportliche Laufbahn
Im Einzelrennen der nationalen Meisterschaft der Junioren wurde Bruggmann 1978 Vize-Meister. Als Amateur gewann er 1981 den Titel im Strassenrennen vor Gilbert Glaus und konnte diesen 1982 verteidigen. Im Einzelrennen der Strassenradsport-Weltmeisterschaften wurde er hinter Bernd Drogan und Francis Vermaelen Dritter. In jener Saison konnte er auch das Eintagesrennen Giro del Mendrisiotto für sich entscheiden und wurde Dritter in der Tour du Lac Léman sowie im Grand Prix Luzern. In der Ostschweizer Rundfahrt gewann er eine Etappe.
In der folgenden Saison wurde er Berufsfahrer im Radsportteam Malvor-Bottecchia. Sein bedeutendster Erfolg als Profi gelang ihm 1984 mit einem Etappensieg im Giro d’Italia. 1987 und 1988 konnte er Etappen in der Tour de l’Oise gewinnen.
Zweite Plätze erreichte er in der Nordwestschweizer Rundfahrt 1986 und im Schwanenbrau Cup 1990, in dem er Zweiter der Gesamtwertung hinter Stephan Joho wurde. Dritter wurde er 1984 im Giro di Campania, in der Nordwestschweizer Rundfahrt 1985, im Grand Prix La Marseillaise 1986 und in der Coppa Sabatini 1989.
Den Giro d’Italia bestritt er sechsmal und kam bei allen Teilnahmen ins Ziel.